# Priboiu (Tătărani), Dâmbovița
Priboiu este un sat în comuna Tătărani din județul Dâmbovița, Muntenia, România. Se află în partea de vest a județului, în Podișul Cândești.